# Stanisława Leszczyńská
Stanisława Leszczyńská (8. května 1896 Lodž  – 11. března 1974 Lodž) byla polská porodní asistentka z Lodže, která byla za druhé světové války vězněna v koncentračním táboře Osvětim, kde asistovala u porodu více než 3 000 dětí. Je oficiální kandidátkou katolické církve na kanonizaci. O její činnosti v koncentračním táboře svědčí kniha Porodní asistentka z Osvětimi od Magdaleny Knedler.

## V literatuře
Životní příběh Stanislawy Leszczyńské byl inspirací pro vznik románu The Midwife of Auschwitz (2020) britské autorky Anny Stuartové, v češtině Porodní báby z Osvětimi (2024).